# KS Siarka Tarnobrzeg
Maillots
Dernière mise à jour : 27 novembre 2024.
Le KS Siarka Tarnobrzeg est un club de football professionnel polonais, basé à Tarnobrzeg, dans la voïvodie des Basses-Carpates. Il participe à la II liga lors de la saison 2022-2023, le troisième niveau de la ligue nationale de football. Au début des années 1990, le Siarka a joué en Ekstraklasa, avec des joueurs tels que Cezary Kucharski, Andrzej Kobylański, Tomasz Kiełbowicz et Mariusz Kukiełka.

## Historique
- 1957 : fondation du club